# Santa Fe (Romblon)
Santa Fe (Bayan ng Santa Fe) är en kommun i Filippinerna. Kommunen tillhör provinsen Romblon och ligger på ön med samma namn. Folkmängden uppgår till 14 140 invånare.
Santa Fe är indelat i 11 barangayer.